# Frank Rüttger
Frank Rüttger (* 13. Oktober 1971 in Grünstadt) ist ein deutscher Politiker (CDU). Seit 2018 ist er Bürgermeister der Verbandsgemeinde Leiningerland (Rheinland-Pfalz), die gut 30.000 Einwohner zählt.

## Familie
Rüttger wurde in Grünstadt geboren und wuchs in Neuleiningen auf, wo er bis heute lebt. Er ist verheiratet und Vater zweier Kinder. Sein Vater Helmut war ebenfalls politisch aktiv und von 1980 bis 2008 Bürgermeister der Verbandsgemeinde Hettenleidelheim.

## Ausbildung
Nach dem Abitur 1991 am Gymnasium Weierhof absolvierte Rüttger eine Ausbildung bei der Verbandsgemeinde Freinsheim. Diese schloss er 1994 als Diplom-Verwaltungswirt (FH) an der Hochschule für öffentliche Verwaltung Rheinland-Pfalz in Mayen ab. Es folgte ein berufsbegleitendes Studium an der Hochschule Kaiserslautern, das er 1999 als Verwaltungsbetriebswirt (VWA) beendete. 2013 erfolgte die Aufstiegsqualifizierung für den Einstieg in den Höheren Dienst (A 14).

## Werdegang
Rüttger war von 1994 bis 2001 Mitarbeiter der Verbandsgemeinde Freinsheim, zunächst in der Finanzabteilung und ab Dezember 1998 als stellvertretender Abteilungsleiter. 2001 wechselte er als stellvertretender Büroleiter zur Verbandsgemeinde Deidesheim, wo er dann von 2002 bis 2008 als Geschäftsführender Beamter tätig war.
Ab 2008 arbeitete er bei der Kreisverwaltung Bad Dürkheim als Leiter der Abteilung 5, Bauen und Umwelt. Seine Verantwortungsbereiche waren Untere Bauaufsichtsbehörde, Untere Immissionsschutz-, Abfall-, Wasser-, Boden- und Naturschutzbehörde sowie Kreiseigenes Bauwesen. 2013 wurde er hauptamtlicher Beigeordneter des Landkreises Bad Dürkheim mit dem Geschäftsbereich Abteilung 3, Ordnung und Verkehr, sowie Abteilung 5, Bauen und Umwelt.
Seit dem 1. Januar 2018 ist Rüttger Bürgermeister der damals durch Fusion neu gebildeten Verbandsgemeinde Leiningerland. In einer Stichwahl hatte er sich am 21. Mai 2017 mit 52,3 % der Wählerstimmen gegen Reinhold Niederhöfer (SPD) durchgesetzt.